# Abkommen über die Internationale Zivilluftfahrt

Titelblatt des Originaldokuments der Chicago Convention

Mit dem Chicagoer Abkommen wurde die ICAO gegründet

Das Abkommen über die Internationale Zivilluftfahrt, wird im englischen als Chicago Convention und im deutschen als  Chicagoer Abkommen oder Chicagoer Konvention bezeichnet. Der Entwurf für die "Convention on International Civil Aviation" erfolgte 1944 auf der Chicago Conference durch 54 Nationen um Kooperation, Freundschaft zwischen Nationen und Bürgern zu entwickeln und erhalten. Dies erforderte aber die Ratifizierung durch eine ausreichende Anzahl von Nationen bis die International Civil Aviation Organization (ICAO) gegründet werden konnte. Da bis zur Ratifizierung durch eine ausreichende Anzahl von Staaten Verzögerungen erwartet wurden, hat die Chicago Conference ein Abkommen unterzeichnet um für die Übergangszeit bis zur Gründung von ICAO ein temporäres beratenendes und koordinierendes Gremium zu etablieren. Bis zur Gründung von ICAO am 4. April 1947 führte die Provisional ICAO (PICAO) diese Aufgaben durch und ging dann in ICAO auf.
Damit wurde die Grundlage eines internationalen Luftfahrtrechts auf völkerrechtlicher Basis geschaffen und die ICAO gegründet. Das Abkommen beschränkt sich ausdrücklich auf den privaten Luftverkehr (kommerziell und nichtkommerziell), auf Staatsluftfahrzeuge ist das Abkommen nicht anwendbar.
Normen und technische Details sind aus Gründen der Zweckmäßigkeit in 19 Anhänge ausgelagert, welche integraler Bestandteil des Abkommens sind. Diese Anhänge enthalten sowohl verbindliche Normen als auch Empfehlungen. Die Unterzeichnerstaaten sind verpflichtet, verbindliche Normen auf ihrem Gebiet so weit wie möglich umzusetzen. Diese Verbindlichkeit ist aber nicht absolut: Jeder Staat hat das Recht, einzelne Punkte abweichend zu regeln, muss solche Abweichungen aber der ICAO mitteilen.
Das Abkommen liegt in vier Sprachen vor (Englisch, Französisch, Spanisch und Russisch), die alle gleichermaßen verbindlich sind. Seit Inkrafttreten wurde der Vertragstext mehrfach geändert, dazu gehörten auch die Aufnahmen der anderen Sprachen zum ursprünglich nur englischen Text. Zurzeit (2024) haben 193 Staaten das Abkommen ratifiziert.

## Vorläuferabkommen

### Erste Schritte
Schon früh wurde erkannt, dass die sich entwickelnde Luftfahrt ganz neue Möglichkeiten des Reisens und des Transports mit sich bringen würde, und dass ein System von rein nationalen Regelungen dieser Entwicklung nicht angemessen war. Deshalb lud Frankreich 1910 zu einer internationalen Luftfahrtkonferenz nach Paris ein. An dieser Konferenz nahmen 18 Staaten teil, die sich auf einige grundlegende international gültige Prinzipien der Luftfahrt einigten. Damit war ein Anfang gemacht, doch verhinderte der Erste Weltkrieg die Weiterentwicklung dieser Arbeit.

### Das Pariser Luftfahrtabkommen von 1919

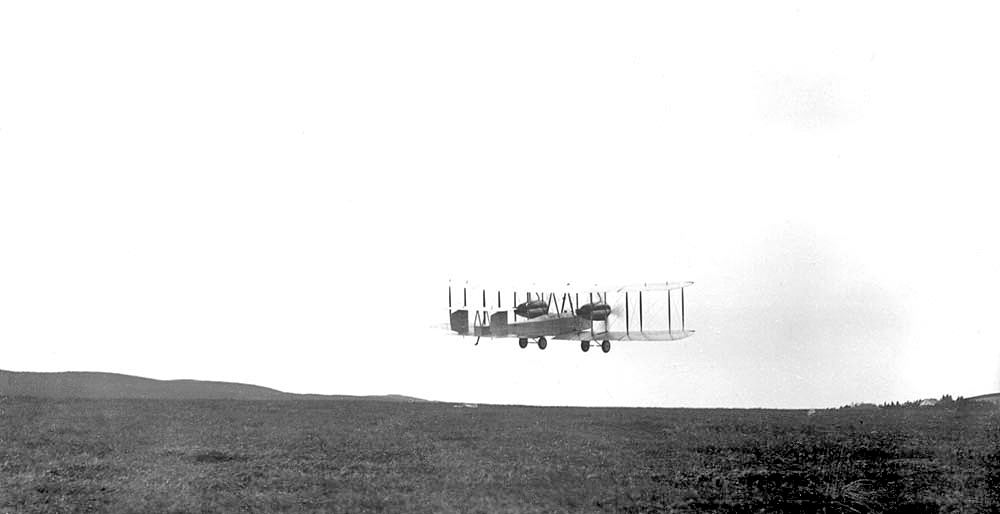
Alcock und Brown starten am 14. Juni 1919 um 13:45 in St. John’s zur ersten Nonstop-Atlantiküberquerung.

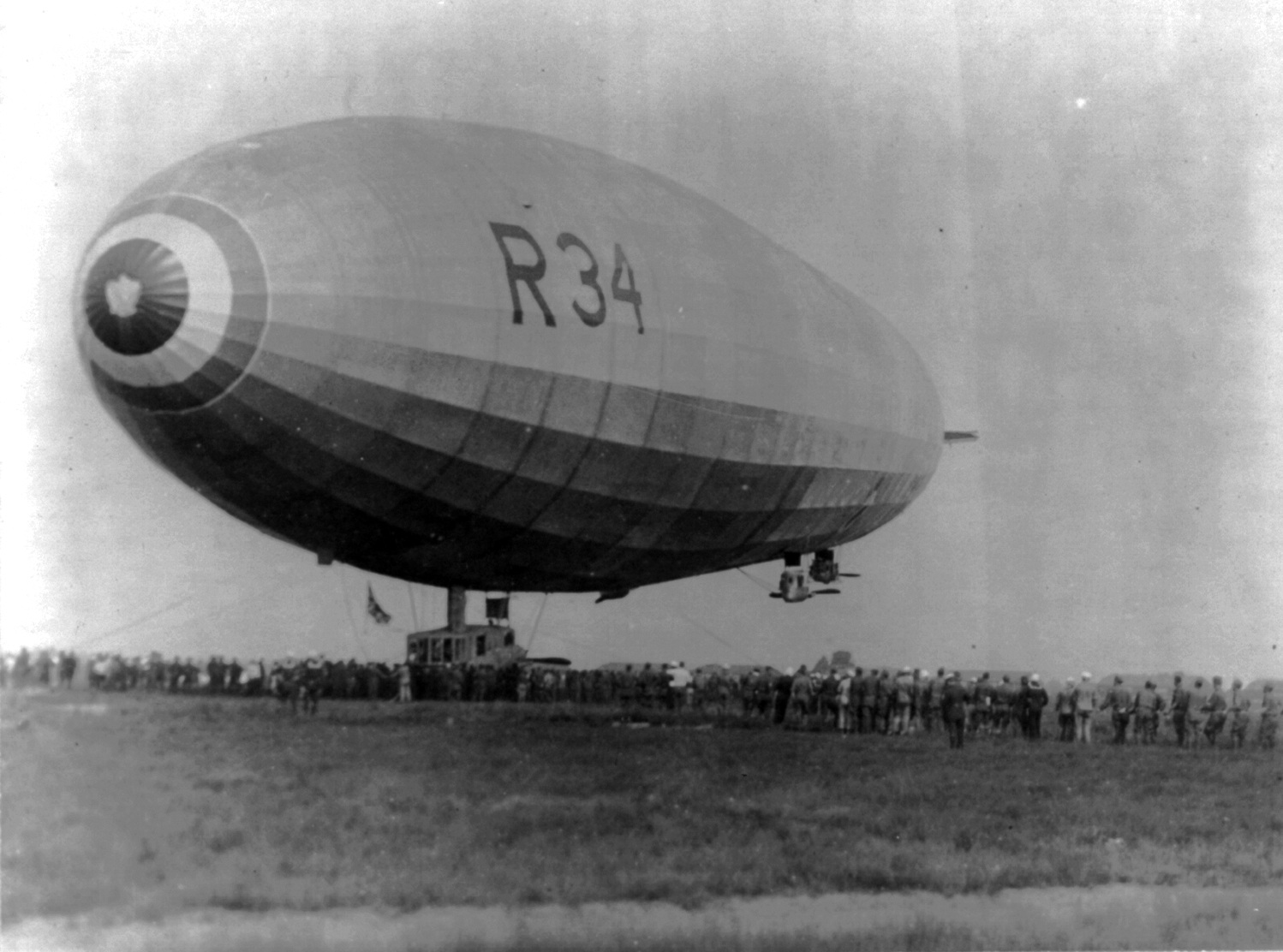
Die R34 am 6. Juli 1919 in Mineola, Long Island, New York

Nach dem Krieg standen ausgereifte und leistungsfähige Flugzeuge zur Verfügung. In Europa und Nordamerika wurden zivile Luftfahrtunternehmen gegründet, die erste Linienflüge anboten (Paris–London, Paris–Brüssel). Am 14./15. Juni 1919 überquerten John Alcock und Arthur Whitten Brown den Atlantik nonstop von St. John’s (Neufundland) nach Clifden (Irland). Vom 2. bis zum 13. Juli 1919 fuhr das britische Luftschiff R34 mit 31 Personen an Bord von East Lothian (Schottland) nach Mineola (New York) und zurück. Die Notwendigkeit einer internationalen Regelung der Luftfahrt war offensichtlich.
Deshalb wurde am 13. Oktober 1919 anlässlich der Friedenskonferenz in Paris ein internationales Luftfahrtabkommen verabschiedet, welches von 26 der 32 alliierten Staaten (aber nicht von den USA) unterzeichnet wurde. In Artikel 34 des Abkommens wurde die Einrichtung der Commission Internationale de Navigation Aérienne (CINA) (englisch International Commission for Air Navigation, ICAN) als ständige Institution festgelegt. Deren erste Sitzung fand im Juli 1922 statt.
Dieses Abkommen war aber nur von den Siegermächten der Pariser Friedenskonferenz ausgearbeitet worden, und so wies es aus der Sicht vieler anderer Staaten gravierende und inakzeptable Mängel auf. Deshalb traten viele Staaten dem Abkommen nicht bei, darunter auch die Schweiz.

### Exkurs: Der Washingtoner Radiotelephonievertrag von 1927
Auch wenn sich dieser Vertrag nicht direkt mit der Luftfahrt beschäftigt, so hatte er doch eine große Auswirkung auf die späteren Luftfahrtabkommen.
In den 1920er Jahren erkannte man, dass die Funkkommunikation und überhaupt die Aussendung elektromagnetischer Wellen international geregelt werden mussten. Nicht nur drängte sich aus betrieblichen Überlegungen eine Vereinheitlichung der Technik und der Verfahren auf, sondern man hatte auch entdeckt, dass elektromagnetische Wellen in einem bestimmten Frequenzbereich (heute Kurzwelle genannt) von der Ionosphäre reflektiert werden und sich so um die ganze Erde ausbreiten, was ohne internationale Regelung zum Zusammenbruch des ganzen Systems führen musste. Zwar war bereits 1906 in Berlin ein erstes internationales Radiotelegraphieabkommen unterzeichnet worden, dieses vermochte der Entwicklung aber nicht mehr zu genügen.
Deshalb fand vom 4. Oktober bis zum 25. November 1927 in Washington eine Konferenz statt, die einen internationalen Radiotelephonievertrag ausarbeitete. Der Vertrag wurde am 25. November unterzeichnet und trat am 1. Januar 1929 in Kraft.
Einige Beispiele von Regelungen, die in diesem Vertrag festgeschrieben wurden und die bis heute gültig sind:
- Funkstationen dürfen nur von Personen bedient werden, die über eine entsprechende Lizenz verfügen. Dabei wurde die Möglichkeit vorgesehen, neben der vollwertigen Funklizenz auch eine weniger anspruchsvolle beschränkte Funklizenz auszustellen, die für Personen gedacht war, welche lediglich fertig installierte Geräte bedienen würden. (Dies entspricht dem heutigen beschränkt gültigen Sprechfunkzeugnis, welches jeder Pilot erwerben muss.)
- Die Notrufzeichen wurden vereinheitlicht: Für den Morseverkehr wurde als internationales Notrufzeichen das 1906 definierte • • • — — — • • • (SOS) bestätigt, für den Sprechfunkverkehr wurden die Schlüsselwörter Mayday und Pan festgelegt.
- Im Anhang A des Vertrags wurden die Funkstationskennungen vereinheitlicht. Für Bordfunkstationen von Flugzeugen wurde festgelegt, dass deren Kennung immer aus fünf Buchstaben bestehen sollte. Dabei wurde bereits auch die Möglichkeit vorgesehen, die Kennung nach dem Erstaufruf abzukürzen.
- Jedem Land wurde ein Buchstabenbereich zugewiesen, aus welchem die Kennungen seiner Funkstationen genommen werden musste. Die damaligen Großmächte USA, Großbritannien, Frankreich, Italien, Deutschland und Japan erhielten jeweils einen „ganzen“ Buchstaben (die USA sogar drei), alle anderen Länder nur einen Teilbereich eines Buchstabens.

| Beispiele für Buchstabenbereiche für die Funkstationskennungen | Beispiele für Buchstabenbereiche für die Funkstationskennungen      |
| Buchstabenbereich                                              | Land                                                                |
| -------------------------------------------------------------- | ------------------------------------------------------------------- |
| K, N, W                                                        | USA (die USA erhielten als einziger Staat mehrere Buchstabenblöcke) |
| F                                                              | Frankreich und Kolonien                                             |
| I                                                              | Italien und Kolonien                                                |
| CA … CE                                                        | Chile                                                               |
| CF … CK                                                        | Kanada                                                              |
| HA                                                             | Ungarn                                                              |
| HB                                                             | Schweiz                                                             |
| HC                                                             | Ecuador                                                             |

Während bei einigen Ländern die Wahl des Bereichs offensichtlich ist (namentlich bei den damaligen europäischen Großmächten Frankreich (F), Italien (I), Großbritannien (G) und Deutschland (D)), ist bei anderen kein Zusammenhang erkennbar, so dass sie wohl rein zufällig aus den übriggebliebenen Bereichen zugeordnet worden sind (OO für Belgien, PH für die Niederlande, aber auch K, N und W für die USA). Bei einigen Länderzeichen lässt sich eine bewusste Wahl immerhin vermuten (Cx für Chile und Kanada (Canada), Hx für Ungarn (Hungaria) und die Schweiz (Helvetia)). Im Abkommen selbst wird die Zuordnung nicht begründet.
Ursprünglich waren in der Kennung nur Buchstaben und keine Zahlen erlaubt. Diese Regel wurde später geändert, als im Laufe der Entkolonialisierung viele neue Staaten entstanden und keine Buchstabenblöcke mehr verfügbar waren.

### Das überarbeitete Pariser Luftfahrtabkommen von 1932
Da eine internationale Regelung des Luftverkehrs immer dringender wurde, das Pariser Luftfahrtabkommen von 1919 aber für viele Staaten nicht akzeptabel war, wurde eine Konferenz einberufen, die das Abkommen überarbeiten und die Mängel beheben sollte. Diese Konferenz tagte vom 10. bis 15. Juni 1932 in Paris. Teil nahmen neben den Vertragsstaaten von 1919 noch weitere 17 Staaten, darunter auch die Schweiz. Die überarbeitete Fassung wurde einstimmig gutgeheißen und anschließend auch von allen Teilnehmerstaaten ratifiziert, außer von Persien, welches den Vertrag kündigte. Das überarbeitete Abkommen trat am 17. Mai 1933 in Kraft. Die Commission internationale de navigation aérienne (CINA) mit Sitz in Paris wurde als ständige internationale Institution bestätigt.
Nicht die wichtigste, wohl aber die augenfälligste Regelung des Vertrags befand sich im Anhang A. Sie legte fest, dass das Funk-Rufzeichen eines Luftfahrzeugs identisch ist mit seinem Kennzeichen. Dabei sollte der erste bzw. die ersten beiden Buchstaben das Land bezeichnen, in dem das Luftfahrzeug registriert war. Da nun aber den Ländern bereits im Washingtoner Radiotelephonievertrag von 1927 Buchstabenbereiche für die Kennung ihrer Funkstationen zugewiesen worden waren, bedeutete das, dass jedes Land sein Staatszugehörigkeitszeichen aus dem ihm dort zugewiesenen Bereich wählen musste. Für die Schweiz bedeutete dies, dass ihr Staatszugehörigkeitszeichen nur HB sein konnte.
Weiter war im Radiotelephonievertrag auch festgelegt, dass die Kennung von Bordfunkstationen von Luftfahrzeugen immer aus 5 Buchstaben bestehen sollte, so dass nun also auch die Luftfahrzeugkennzeichen immer aus 5 Buchstaben bestanden. Dabei bezeichneten der erste oder die ersten beiden Buchstaben das Land, während die übrigen das nationale Eintragungszeichen bildeten. Länderzeichen und Eintragungszeichen waren durch einen Bindestrich voneinander zu trennen. Tatsächlich trifft das in vielen Ländern noch heute zu. (Diese Vorschrift wurde im Abkommen von Chicago gelockert.)

## Das Chicagoer Abkommen über die internationale Zivilluftfahrt von 1944

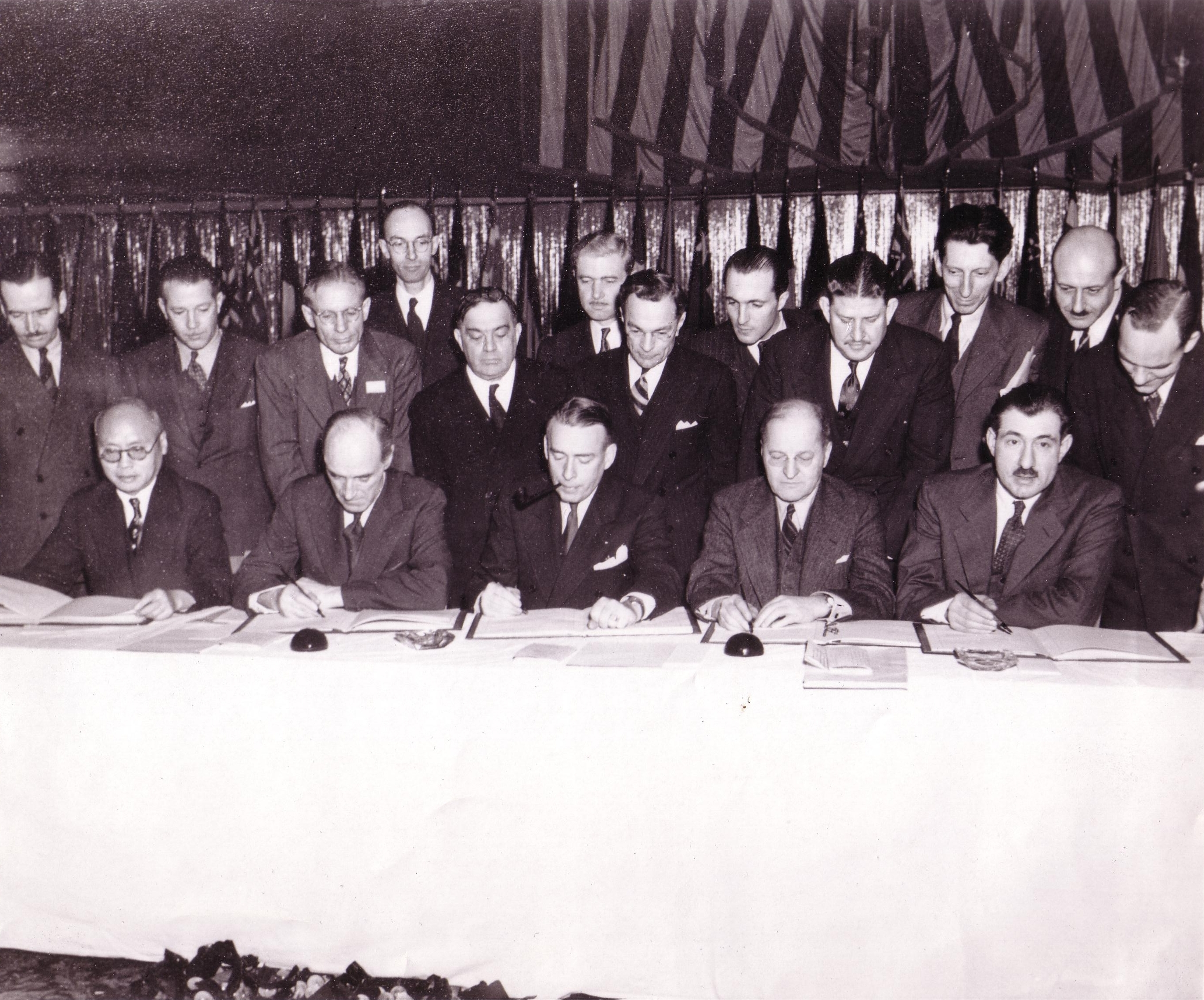
Unterzeichnung des Abkommens am 7. Dezember 1944

Der Commission internationale de navigation aérienne (CINA) gehörten 31 Staaten an und sie war breit abgestützt, so gehörten ihr nebst den europäischen Ländern auch Japan, Neuseeland, Kanada, Argentinien, Peru, Irak und weitere Länder an. Dennoch fehlten wichtige Staaten, namentlich die USA. Durch den Beginn des Zweiten Weltkriegs wurde die Arbeit der Kommission jäh unterbrochen.
Während des Kriegs wurden auf dem Gebiet der Luftfahrt gewaltige technische Fortschritte erzielt. Es war absehbar, dass es nur noch eine Frage der Zeit war, bis die kommerzielle Luftfahrt interkontinental sein würde. Daher war es notwendig, die Grundsätze des Luftverkehrs weltweit zu vereinheitlichen.
Auf Initiative der USA fand vom 1. bis 7. Dezember 1944 in Chicago eine internationale Zivilluftfahrtkonferenz statt. Das Datum ist bemerkenswert: Die Konferenz fand nur ein halbes Jahr nach dem D-Day (6. Juni 1944) und noch vor der Kapitulation der deutschen Wehrmacht (8. Mai 1945) statt, also noch während des Krieges.
An der Konferenz nahmen 54 Staaten teil, alles Angehörige der Alliierten, deren Verbündete oder Neutrale. Am 7. Dezember 1944 unterzeichneten 52 dieser Staaten das Abkommen. Am 4. April 1947, 30 Tage nach Hinterlegung der 26. Ratifikationsurkunde, trat es in Kraft. Depositar des Abkommens sind die USA. Bis heute (2016) haben 191 Staaten das Chicagoer Abkommen ratifiziert, d. h. alle bis auf Liechtenstein und den Vatikan, wobei Liechtenstein sich durch die Schweiz vertreten lässt, also indirekt auch dabei ist.
An der Konferenz wurden ein Abkommen und zwei Zusatzvereinbarungen formuliert (nebst einem provisorischen Übergangsabkommen):
- Das Abkommen über die internationale Zivilluftfahrt (Schweizer Übersetzung: Übereinkommen …)
- Die Vereinbarung über den Transit internationaler Luftverkehrslinien
- Die Vereinbarung über internationale Lufttransporte

Während das Abkommen bezweckt, die Infrastruktur und die Regeln des Luftverkehrs international zu vereinheitlichen, beschäftigen sich die beiden Zusatzvereinbarungen mit den sogenannten Freiheiten des Luftverkehrs. Diese bezwecken operationelle Erleichterungen für kommerzielle internationale Luftlinien sowie die Öffnung des kommerziellen Luftverkehrs für den internationalen Wettbewerb. Der Beitritt zu den beiden Zusatzvereinbarungen war fakultativ.

### Das Abkommen über die internationale Zivilluftfahrt
Inhaltlich lehnte sich das Chicagoer Abkommen eng an das überarbeitete Pariser Abkommen von 1934 an. In Artikel 43 wurde festgeschrieben, dass eine Internationale Zivilluftfahrtsorganisation (englisch: International Civil Aviation Organization (ICAO)) geschaffen werden sollte. Der Sitz dieser Organisation wurde nicht im Vertrag festgeschrieben. Die Konferenz legte als ersten Sitz Kanada fest, und tatsächlich ist Montréal bis heute Sitz der ICAO; er könnte aber jederzeit ohne Vertragsänderung durch einen einfachen Beschluss der Generalversammlung in einen anderen Staat verlegt werden (Art. 45).
Für die Zeit zwischen der Unterzeichnung und dem Inkrafttreten nahm am 15. August 1945 zuerst die Vorläufige Internationale Organisation für die Zivilluftfahrt (Provisional International Civil Aviation Organization (PICAO)) ihre Tätigkeit auf, bis nach dem Inkrafttreten des Abkommens die ICAO übernehmen konnte. Deren erste Sitzung fand am 6. Mai 1947 in Montréal statt. Durch eine Vereinbarung vom 3. Oktober 1947 erhielt die ICAO den Status einer Sonderorganisation der Vereinten Nationen.
Alle Unterzeichnerstaaten des Chicagoer Abkommens verpflichteten sich, allfällige konkurrierende Verträge zu kündigen. Dies bedeutete insbesondere, dass die CINA aufgelöst wurde.
Die Unterzeichnerstaaten des Abkommens von Chicago sind verpflichtet, die von der ICAO festgelegten Normen und Verfahren so weit wie möglich umzusetzen. Es handelt sich bei diesen Normen also nicht wie oft gelesen um bloße Empfehlungen, sondern um einen verbindlichen Auftrag an die Unterzeichnerstaaten, konforme nationale Vorschriften zu erlassen und umzusetzen. Allerdings hat jeder Staat die Möglichkeit, einzelne Punkte abweichend zu regeln, sofern er diese Abweichungen der ICAO meldet. (Nebst den verbindlichen Normen gibt die ICAO aber durchaus auch Empfehlungen aus.)
Das Abkommen regelt unter anderem Sprechfunkverfahren, Normen für Navigationseinrichtungen, Normen für Flugplätze, die Lizenzierung des Flugpersonals, die Erhebung von Gebühren etc. Dabei werden die technischen Details aus Gründen der Zweckmäßigkeit nicht im Abkommen selbst, sondern in Anhängen geregelt. Diese Anhänge sind integraler Bestandteil des Abkommens. Zurzeit hat das Abkommen 19 Anhänge.
| Die 19 Anhänge des Abkommens | Die 19 Anhänge des Abkommens                                                   |
| ---------------------------- | ------------------------------------------------------------------------------ |
| Annex 1:                     | Lizenzierung von Luftfahrtpersonal                                             |
| Annex 2:                     | Luftfahrtregeln                                                                |
| Annex 3:                     | Meteorologische Dienste                                                        |
| Annex 4:                     | Luftfahrtkarten                                                                |
| Annex 5:                     | Messeinheiten zur Verwendung in der Luft und am Boden                          |
| Annex 6:                     | Betrieb von Luftfahrzeugen                                                     |
| Annex 7:                     | Nationalitäts- und Registrierungskennzeichen von Luftfahrzeugen                |
| Annex 8:                     | Lufttüchtigkeit von Luftfahrzeugen                                             |
| Annex 9:                     | Erleichterungen                                                                |
| Annex 10:                    | Funk                                                                           |
| Annex 11:                    | Luftverkehrsdienste (ATC, Luftraumüberwachung)                                 |
| Annex 12:                    | Suche und Rettung (SAR)                                                        |
| Annex 13:                    | Flugunfalluntersuchung                                                         |
| Annex 14:                    | Flugplätze                                                                     |
| Annex 15:                    | Flugverkehrsinformationsdienste                                                |
| Annex 16:                    | Umweltschutz                                                                   |
| Annex 17:                    | Sicherheit: Schutz der internationalen Zivilluftfahrt vor illegalen Eingriffen |
| Annex 18:                    | Sicherer Lufttransport gefährlicher Güter                                      |
| Annex 19:                    | Sicherheits-Management                                                         |

Das Abkommen sieht auch vor, dass die ICAO einzelne Staaten beim Aufbau ihrer aviatischen Infrastruktur direkt unterstützen kann, und zwar nicht nur beratend, sondern auch finanziell. Das geht so weit, dass die ICAO mit dem Einverständnis des betreffenden Staates bei Bedarf sogar auf eigene Rechnung Einrichtungen bauen und betreiben kann.

### Die Vereinbarung über den Transit internationaler Luftverkehrslinien
Diese Vereinbarung garantiert die 1. und 2. Freiheit des Luftverkehrs. Diese sind:
| 1. Freiheit: | Das Recht auf den Überflug über das Gebiet eines fremden Staates, ohne in diesem Staat zu landen.                                                                         |
| 2. Freiheit: | Das Recht auf eine technische Zwischenlandung in einem fremden Staat. (Also z. B. eine Zwischenlandung zum Tanken, ohne Personen oder Fracht abzuladen oder aufzunehmen.) |

### Die Vereinbarung über internationale Lufttransporte
Diese Vereinbarung garantiert die 3., 4. und 5. Freiheit des Luftverkehrs.
| 3. Freiheit: | Das Recht auf Beförderung von Personen oder Fracht vom Heimatstaat der Fluglinie in einen fremden Staat (bringen).                                                                                               |
| 4. Freiheit: | Das Recht auf Beförderung von Personen oder Fracht von einem fremden Staat in den Heimatstaat der Fluglinie (holen).                                                                                             |
| 5. Freiheit: | Das Recht auf Beförderung von Personen oder Fracht zwischen zwei Orten in fremden Staaten ohne Berührung des Heimatstaates der Fluglinie (Kabotage). (Diese 5. Freiheit wurde später noch weiter differenziert.) |

Die 5. Freiheit ist fakultativ, d. h., ein Staat kann der Vereinbarung auch beitreten, aber die Kabotage ausschließen.

### Vertragssprache
Der Vertragstext sah vor, dass das Abkommen in einer dreisprachigen Version (englisch, französisch und spanisch) zur Unterschrift aufgelegt würde. Tatsächlich lag in Chicago dann aber nur der englische Text zur Unterschrift auf.
Eine offizielle Übersetzung in die beiden anderen Sprachen wurde erst am 24. September 1968 an einer Konferenz in Buenos Aires abgesegnet (Protokoll betreffend den authentischen dreisprachigen Wortlaut des Übereinkommens über die internationale Zivilluftfahrt (Chicago 1944)). Im Jahr 2000 folgte dann noch eine offizielle Übersetzung ins Russische. Alle vier Textversionen sind gleichermaßen maßgeblich.

### Deutsche Bezeichnung
In Deutschland und Österreich heißt das Abkommen offiziell Abkommen über die internationale Zivilluftfahrt.
In der Schweiz hieß das Abkommen in der ursprünglichen deutschen Übersetzung ebenfalls so. 1971 wurde eine neue Übersetzung publiziert, seither lautet der offizielle deutsche Titel in der Schweiz Übereinkommen über die internationale Zivilluftfahrt. Der Grund für die Namensänderung war eine Präzisierung der Terminologie: In der Schweiz heißen bilaterale völkerrechtliche Verträge Abkommen, multilaterale völkerrechtliche Verträge heißen Übereinkommen.

### Beitritte

#### Schweiz

Unterschrift der Schweizer Delegation unter das Chicagoer Abkommen von 1944

Überarbeitetes Pariser Luftfahrtabkommen von 1932
Vom Parlament genehmigt am 18. Juni 1934 (SR: 13. Juni, NR: 18. Juni)
In Kraft getreten am 1. Oktober 1934
Chicagoer Abkommen über die internationale Zivilluftfahrt von 1944
Unterschrieben in Chicago am 7. Dezember 1944
Ratifiziert am 13. Dezember 1946
Ratifikationsurkunde hinterlegt am 6. Februar 1947
In Kraft getreten für die Schweiz am 4. April 1947

#### Liechtenstein
Bei der Hinterlegung der Ratifikationsurkunde am 6. Februar 1947 hat der Schweizer Delegierte folgende Erklärung abgegeben: „Meine Regierung hat mich beauftragt, Ihnen bekanntzugeben, dass die schweizerischen Behörden mit den Behörden des Fürstentums Liechtenstein vereinbart haben, dass das Abkommen ebenfalls auf das Fürstentum Liechtenstein Anwendung findet, solange der Vertrag vom 29. März 1923 über den Anschluss des Fürstentums Liechtenstein an das schweizerische Zollgebiet in Kraft steht.“
Liechtenstein wird von der ICAO nicht als Mitgliedsstaat aufgeführt. Liechtensteiner Flugzeuge tragen ein Schweizer Kennzeichen (HB) und der Liechtensteiner Helikopterflugplatz Balzers hat den Schweizer ICAO-Code LSXB.

#### Österreich
Verlautbart im BGBl 1949 S. 459

#### Deutschland
Verkündet im BGBl 1956 II S. 411